# واسک
واسک (به لاتین: Łask) یک شهرک در لهستان است که در شهرستان واسک واقع شده‌است.

## خصوصیات
واسک ۱۵٫۳۳ کیلومترمربع مساحت و ۱۸٬۰۲۹ نفر جمعیت دارد.